# یواس‌اس وایالاسینگ (۱۸۶۳)
یواس‌اس وایالاسینگ (۱۸۶۳) (به انگلیسی: USS Wyalusing (1863)) یک کشتی بود که طول آن ۲۰۵ فوت (۶۲ متر) بود. این کشتی در سال ۱۸۶۳ ساخته شد.